# 2005–2006-os török labdarúgó-bajnokság (első osztály)
A 2005–2006-os török labdarúgó-bajnokság első mérkőzését 2005. augusztus 5-én játszották, az utolsó mérkőzésre 2006. május 14-én került sor. A bajnokságot a Galatasaray nyerte 83 ponttal a Fenerbahçe előtt.

## Góllövőlista
| Név          | Klub                | Nemzetiség                | Gólok |
| ------------ | ------------------- | ------------------------- | ----- |
| Gökhan Ünal  | Kayserispor         | Törökország               | 25    |
| Fatih Tekke  | Trabzonspor         | Törökország               | 22    |
| Cenk Işler   | Kayseri Erciyesspor | Törökország · Németország | 20    |
| Necati Ateş  | Galatasaray         | Törökország               | 18    |
| Mert Nobre   | Fenerbahçe          | Törökország · Brazil      | 17    |
| Ümit Karan   | Galatasaray         | Törökország · Németország | 17    |
| Umut Bulut   | MKE Ankaragücü      | Törökország               | 16    |
| Tuncay Şanlı | Fenerbahçe          | Törökország               | 15    |
| Alex         | Fenerbahçe          | Brazil                    | 14    |
| Mehmet Çakır | Gençlerbirliği      | Törökország               | 14    |
| Saša Ilić    | Galatasaray         | Szerbia                   | 12    |
| Jaba         | Ankaraspor          | Törökország · Brazil      | 12    |